# Synodontis fuelleborni
Synodontis fuelleborni är en fiskart som beskrevs av Franz Martin Hilgendorf och Pappenheim, 1903. Synodontis fuelleborni ingår i släktet Synodontis och familjen Mochokidae. IUCN kategoriserar arten globalt som livskraftig. Inga underarter finns listade i Catalogue of Life.